# Nuri (raketa)
Nuri (što znači "svijet" na izvornom korejskom), također poznat kao KSLV-II (Korejska svemirska raketa-II), trostupanjska je raketa-nosač, druga koju je razvila Južna Koreja. Nuri je razvila Južnokorejska aeronautička i svemirska agencija. Sva tri stupnja koriste domaće motore lansirnih raketa, što Nuri čini prvim autohtono razvijenim južnokorejskim orbitalnim lansirnim vozilom. Lansirna raketa Naro-1 koristila je prvi stupanj ruske proizvodnje.
Južnokorejska vlada postavila je SpaceX kao "uzor", nastojeći razviti relativno jeftine i pouzdane rakete dovoljno konkurentne za tržište komercijalnih lansiranja.
Dana 21. listopada 2021. Nuri je po prvi put pokušao orbitalno lansiranje u 08:00 UTC i lansirao je lažni satelit od 1500 kg prema planiranoj sedamstokilometarskoj heliosinkronoj orbiti. Međutim, unatoč tome što je korisni teret dosegao ciljanu visinu od 700 km, treći stupanj ugasio se oko 46 sekundi prije nego što je planirano, a teret nije postigao orbitalnu brzinu.
Nuri je drugi put poletio 21. lipnja 2022. u 07:00 UTC, s nosivošću od 1500 kg uključujući lažni satelit od 1300 kg, satelit od 180 kg za provjeru performansi i četiri kockasta satelita. Drugo lansiranje bilo je uspješno i svi su sateliti postavljeni u 700 km heliosinkronoj orbiti. Ovim je lansiranjem Južna Koreja postala sedma zemlja na svijetu koja u orbitu može postaviti satelit mase veće od jedne tone.

## Značajke
Nuri je trostupanjska raketa-nosač. Booster prvog stupnja koristi četiri motora KRE-075 SL koji stvaraju 266,4 tone potiska sa specifičnim impulsom od 289,1 sekundi. Pojačivač drugog stupnja koristi jedan vakuumski motor KRE-075, koji ima širu mlaznicu za povećanu učinkovitost u vakuumu sa specifičnim impulsom od 315,4 sekunde. Booster trećeg stupnja koristi jedan motor KRE-007 sa specifičnim impulsom od 325,1 sekundi. Oba modela motora koriste Jet A kao gorivo i tekući kisik (LOX) kao oksidans.

### Buduće verzije
Daljnja poboljšanja bit će dodana nakon uspjeha programa KSLV-II, uglavnom povećanjem potiska KRE-075 sa 744 kN na 849 kN i specifični impuls sa 261,7 sekundi na 315,4 sekunde. Također postoje planovi za smanjenje mase motora metodama poput uklanjanja pirotehničkog zapaljivača. To će omogućiti povećanje nosivosti modificiranog KSLV-II s 1,5 tona na 2,8 tona.

## Razvoj
Kada je tehnološki razvoj za Nuri započeo u listopadu 2010. godine, opći cilj dizajna bio je razviti novu potrošnu raketu za lansiranje srednje nosivosti (2 do 20 tona po NASA-i) koja bi u potpunosti bila razvijena s domaćom tehnologijom iz Koreje. Kada je Nuri prvi put stigao u orbitu u lipnju 2022. godine ukupni trošak razvojnog programa iznosio je približno 1,5 milijardi USD.

### Razvoj motora

#### Motor KRE-075 (od razine mora)
| Gorivo            | Mlaz A / LOX                   |
| Potisak           | 66,6 tf (SL), 75,9 tf (vakuum) |
| Specifični impuls | 298,6 sekundi                  |
| Visina            | 2,9 m                          |
| Promjer           | 2 m                            |
| Ciklus            | Generator plina                |

#### Motor KRE-075 (vakuum)
| Gorivo            | Mlaz A-1/LOX     |
| Potisak           | 80,3 tf (vakuum) |
| Specifični impuls | 315,4 sekunde    |
| Ciklus            | Generator plina  |

#### Motor KRE-007
| Gorivo            | Mlaz A-1/LOX    |
| Potisak           | 7,0 tf          |
| Specifični impuls | 325,1 sekundi   |
| Ciklus            | Generator plina |

## Upotreba
Nuri će se upotrebljavati za lansiranje nekoliko satelita za promatranje Zemlje, kao što su KOMPSAT, sateliti srednje klase i izviđački sateliti LEO. Planira podržavati južnokorejsku misiju istraživanja Mjeseca slanjem orbitera i lendera. Nuri će biti prva južnokorejska lansirna raketa koja će ući na tržište usluga komercijalnog lansiranja. Trošak lansiranja procjenjuje se na oko 30 milijuna dolara, što je jeftinije od drugih azijskih modela. To će Južnoj Koreji omogućiti jeftine usluge lansiranja za zemlje Jugoistočne Azije.

## Povijest lansiranja
| Broj leta | Datum/vrijeme ( UTC )                                                   | Mjesto lansiranja     | Teret                                                                            | Masa korisnog tereta | Orbita                   | Korisnik |
| --------- | ----------------------------------------------------------------------- | --------------------- | -------------------------------------------------------------------------------- | -------------------- | ------------------------ | -------- |
| 1         | 21. listopada 2021. u 08:00                                             | Svemirski centar Naro | Lažni satelit                                                                    | 1500 kg              | Niska orbita (planirano) | KARI     |
| 1         | Treći stupanj ugašen je 46 sekundi prerano, nije uspio dosegnuti orbitu |                       |                                                                                  |                      |                          |          |
| 2         | 21. lipnja 2022. u 07:00                                                | Svemirski centar Naro | Lažni satelit (1,3 tona), satelit za provjeru performansi (180 kg, s 4 CubeSata) | 1500 kg              | Niska orbita, SSO        | KARI     |